# 高振宁
高振宁（1998年3月12日—，游戏ID：Ning），中国《英雄联盟》电子竞技运动员，曾任IG电子竞技俱乐部打野选手，英雄联盟2018赛季全球总决赛冠军成员。